# Hôtel Park Hyatt Shanghai
L'hôtel Park Hyatt Shanghai est un hôtel de luxe situé à Shanghai, en Chine. Il appartient au groupe hôtelier Hyatt Hotels Corporation.

## Histoire
À son ouverture, en 2008, le Park Hyatt Shanghai était l'hôtel « le plus haut du monde », selon le livre Guinness des records. Il a été détrôné  par le Ritz-Carlton Hong Kong en 2011.